# Departamento Escalante
Das Departamento Escalante liegt im Südosten der Provinz Chubut im Süden Argentiniens und ist eine von 15 Verwaltungseinheiten der Provinz. Das Departamento wurde nach Dr. Wenceslao Escalante benannt, einem Landwirtschaftsminister während der Präsidentschaft von Julio A. Roca.
Es grenzt im Norden an die Departamentos Paso de Indios, Mártires und Florentino Ameghino, im Osten an den Atlantischen Ozean, im Süden an die Provinz Santa Cruz und im Westen an das Departamento Sarmiento.
Die Hauptstadt des Departamento Escalante ist Comodoro Rivadavia.

## Bevölkerung

### Übersicht
Das Ergebnis der Volkszählung 2022 ist noch nicht bekannt. Bei der Volkszählung 2010 war das Geschlechterverhältnis mit 93.795 männlichen und 92.788 weiblichen Einwohnern beinahe ausgeglichen.
Nach Altersgruppen verteilte sich die Einwohnerschaft auf 47.576 (25,5 %) Personen im Alter von 0 bis 14 Jahren, 125.351 (67,2 %) Personen im Alter von 20 bis 64 Jahren und 13.656 (7,3 %) Personen von 65 Jahren und mehr.

### Bevölkerungsentwicklung
Die Bevölkerungsdichte ist trotz der starken Bevölkerungszunahme gering. Die Schätzungen des INDEC gehen von einer Bevölkerungszahl von 243.481 Einwohnern per 1. Juli 2022 aus.
| Jahr | 1947   | 1960   | 1970   | 1980    | 1991    | 2001    | 2010    | 2022    |
| Einwohner                                                                                                | 22.317 | 56.777 | 78.479 | 100.997 | 129.229 | 149.898 | 186.583 | k. Ang. |
| Bevölkerungsentwicklung des Departements seit 1947; Quelle: Ergebnisse der Volkszählungen in Argentinien |        |        |        |         |         |         |         |         |

## Städte und Gemeinden
Das Departamento Escalante ist in folgende Gemeinden aufgeteilt:
- Caleta Córdoba
- Campamento El Tordillo
- Ciudadela
- Comodoro Rivadavia
- Diadema Argentina
- El Trébol
- Escalante
- General Mosconi
- Laprida
- Palazzo
- Rada Tilly
- Villa Astra
- Villa Ortiz
- Puerto Visser
- Bahia Bustamante
- Rocas Coloradas
- Comferpet
- Pampa del Castillo
- Pampa Salamanca
- Río Chico
- Pico Salamanca
- Manantiales Behr